# تريغف غران
ينس تريغف هيرمان غران (بالإنجليزية: Jens Tryggve Herman Gran)‏ (20 يناير 1888 - 8 يناير 1980) طيار ومستكشف ومؤلف ولاعب كرة قدم نرويجي. كان خبير التزلج في بعثة تيرا نوفا وكان أول شخص يطير عبر بحر الشمال على متن طائرة أثقل من الهواء.